# ارنا میر
ارنا میرزویان (ارمنی: Էրնա Միրզոյան؛ انگلیسی: Erna Mirzoyan با نام هنری ارنا میر زادهٔ ۱۹۹۸) خواننده  و ترانه‌سرای سبک پاپ-فولک اهل ارمنستان است. در سال ۲۰۱۷ نماینده ارمنستان در مسابقات آوازخوانی بین‌المللی موج نو در سوچی بود و همراه با دوریدوس و ساردور میلانو به مقام اول دست یافت. وی همچنین در سال ۲۰۱۴ در صدای ارمنستان به رقابت پرداخت و به مرحله پایانی راه یافت.

## زندگی‌نامه
وی در ۱۹۹۸ در استپاناکرت به دنیا آمد.